# 미즈노 료

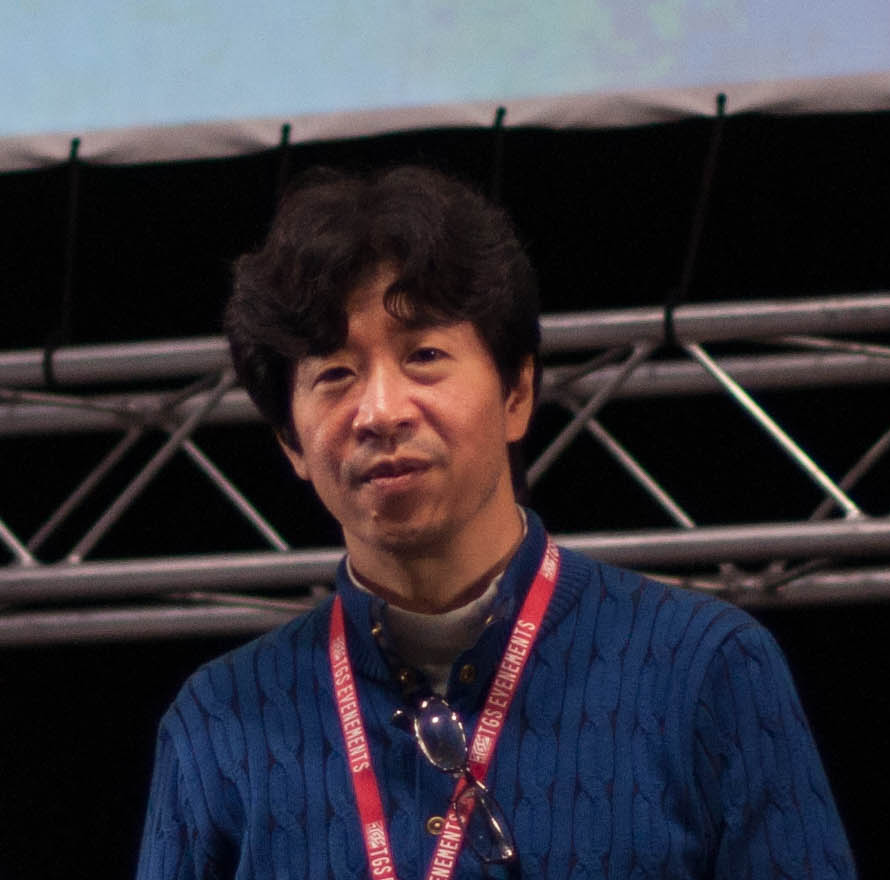

미즈노 료(일본어: 水野良, 1963년 7월 13일 ~ )는 일본의 작가, 게임 디자이너이다.
대표작으로 로도스도 전기가 있으며 마법전사 리우이 등을 집필했다.

## 학력
- 리쓰메이칸 대학(立命館大学) 법학부

## 경력
대학 재학 중에 RPG 에 관심을 가지게 되었으며 그 후 1987년 Group SNE(グループSNE)의 설립자 중 한명이 된다.
1988년 TRPG의 경험담을 소설로 쓴 로도스도 전기가 상업적인 성공을 하며 일본의 판타지 소설을 이끄는 작가 중에 한명으로 꼽히게 된다.
그 후로도 로도스도 전기의 세계인 포세리아, 크리스타니아를 바탕으로 한 다른 소설들을 발표하고 포세리아 세계관을 기반으로 소드 월드라는 독자적인 TRPG 룰을 고안하는가 하면, AD&D 서플로 크리스타니아 TRPG 시리즈를 내기도 했다. 애니메이션 쪽에서는 꽤 알아주는 마법전사 리우이도 이 쪽의 세계관을 공유한다.
로도스도 전기 이후 톨킨의 반지의 제왕과는 다른 독특한 판타지가 본격적으로 약진하게 되었다. 이는 후대의 일본 판타지 문학으로 이어졌으며 한국의 양산형 판타지 소설(양판소)에도 적지 않은 영향을 끼쳤다.